# Video Technology
Video Technology Ltd., även känt som VTech, är ett datorföretag från Hongkong. VTech tillverkar trådlösa telefoner och tillbehör, lek och lär-datorer för barn och elektroniska leksaker. Firman grundades 1976 och hade 2004 cirka 20 000 medarbetare i hela världen.
På 80-talet tillverkade VTech många datorer för världsmarknaden, dels egna konstruktioner och dels sådana som var  kompatibla med andra märken som IBM och Apple. Modellen Laser 128 var den enda helt lagliga Apple II-klonen, då den till skillnad från andra piratkopior byggde på en av Apple oberoende lösning, så kallad reverse engineering. Till skillnad från andra tillverkare kunde därför Apple inte hävda sig mot VTech i rätten.
VTech tillverkade datorer fram till början av 90-talet och marknadsförde dem under märken som VTech, Laser och Leading Technology. Idag är datorverksamheten begränsad till enkla leksaksdatorer för barn, där VTech är det dominerande märket.

## Datorer från VTech
- Laser 2001
- Laser 100/110
- Laser 3000
- Laser 50 / ONE (med inbyggd flytkristallskärm)
- Laser 350 / 500 / 700 / 750
- Laser 128 / 128EX / 128EX2
- Laser 200 / 210
- Laser 310
- Laser 2001 (Salora Manager)
- VZ 200 (Salora Fellow)

## Tv-spel från VTech
- Creativision (se även Laser 2001)
- V.Smile